# Baby Come Back....
Baby Come Back.... es el cuarto álbum recopilatorio de la banda estadounidense de rock Player, publicado en mayo de 2005. Anteriormente el grupo había grabado una nueva versión de "Baby Come Back", cuando fue lanzada por primera vez en Japón. Para este disco, se incluyeron dos versiones: la nueva y una remasterizada.

## Lista de canciones
1. "Baby Come Back" — 4:05
2. "No More Rain" — 4:59
3. "After All This Time" — 4:32
4. "Footprints in the Sand" — 3:58
5. "This Is Your Life" — 4:21
6. "Without You" — 4:22
7. "Cherry Lane" — 4:58
8. "Every Time I Turn Around — 4:49
9. "Just To Be With You" — 5:00
10. "Baby Come Back" (remasterizada) — 4:12

- Datos: Q6392296